# Siccia quilimania
Siccia quilimania là một loài bướm đêm thuộc phân họ Arctiinae, họ Erebidae.